# Корнедо-алл-Ізарко
Корнедо-алл-Ізарко (італ. Cornedo all'Isarco) — муніципалітет в Італії, у регіоні Трентіно-Альто-Адідже,  провінція Больцано.
Корнедо-алл-Ізарко розташоване на відстані близько 520 км на північ від Рима, 55 км на північний схід від Тренто, 4 км на схід від Больцано.
Населення — 3359 осіб (2014).

## Демографія
Населення за роками:

Станом на 1 січня 2023 року в муніципалітеті офіційно проживало 246 іноземців з 42 країн, серед них 69 громадян країн Євросоюзу та 9 громадян України.

## Сусідні муніципалітети
- Больцано
- Фіє-алло-Шиліар
- Нова-Леванте
- Нова-Поненте
- Ренон
- Тірес